# David Freud
Pour les articles homonymes, voir Freud (homonymie).
David Anthony Freud (né le 24 juin 1950) est un homme politique britannique. Il est un ancien ministre d'État chargé de la réforme du système social au sein du gouvernement Cameron. Avant de rejoindre le Parti conservateur, il conseille le New Labour sur la réforme de l'aide sociale au cours de son dernier mandat. Il est ancien vice-président de la banque d'investissement chez UBS.

## Jeunesse et éducation
Freud est le fils de Walter Freud et un arrière-petit-fils du médecin et psychanalyste pionnier Sigmund Freud. Il fait ses études à la Whitgift School, à Croydon, et au Merton College, à Oxford, où il obtient un diplôme en politique, philosophie et économie .

## Carrière
Après avoir débuté au Western Mail, Freud travaille comme journaliste au Financial Times pendant huit ans. En 2006, Freud publie un récit autobiographique sur son travail dans la ville de Londres.
En 1983, Freud est embauché par la société de bourse alors connue sous le nom de Rowe & Pitman. Plus tard, il travaille pour SG Warburg, qui est repris par UBS. Il est vice-président de la banque d'investissement UBS avant de prendre sa retraite. Son livre Freud in the City décrit sa vie de banquier d'affaires.
En 2006, Tony Blair demande à Freud de revoir le système britannique de bien-être au travail. Le Daily Telegraph déclare que Blair a été "impressionné par son rôle dans la levée de fonds pour Eurotunnel et EuroDisney" alors qu'il est chez UBS.
Le rapport de Freud de 2007, nommé "le rapport Freud" mais officiellement intitulé Réduire la dépendance, accroître les opportunités: options pour l'avenir du bien-être au travail - appelle à une plus grande utilisation des entreprises du secteur privé. Sa thèse centrale est que les dépenses consacrées à la «prestation» - comme les programmes visant à remettre les gens au travail - permettraient d'économiser de l'argent à long terme, car il y aurait moins de gens qui recevraient de l'argent sous forme de prestations. Ses idées préfigurent le programme de travail et le crédit universel.
Le Daily Telegraph affirme que "de nombreuses idées [de Freud] ont été victimes des luttes intestines féroces entre M. Blair, alors Premier ministre, et Gordon Brown, son chancelier".
En 2008, pendant la crise bancaire qui a commencé l'année précédente, Freud devient un conseiller officiel du nouveau gouvernement travailliste dirigé par Gordon Brown. Le Daily Telegraph déclare que Freud a alors été invité à "aider à mettre en œuvre rien de moins qu'une révolution dans l'État-providence" après un "changement radical dans la réflexion des travaillistes sur le système de prestations". Ses idées sont incorporées dans un livre blanc publié plus tard cette année-là .

## Carrière Politique
En février 2009, la BBC le désigne sous le nom de Sir David Freud à ce moment-là, il annonce qu'il bascule avec les conservateurs - le point culminant de ce que The Guardian décrivait comme un "tir à la corde" entre les deux principaux partis politiques. Le journal déclare également que cette décision est "une démonstration apparente de sa conviction que les conservateurs sont plus susceptibles de mettre en œuvre ses réformes radicales". Le 27 juin 2009, il devient membre de la chambre des Lord, comme baron Freud, après que son nom ait été proposé par les dirigeants conservateurs. Il est ensuite ministre de l'ombre dans l'équipe de David Cameron .
Lorsque le gouvernement de coalition est formé en 2010, Freud est nommé sous-secrétaire d'État parlementaire chargé de la réforme de la protection sociale au ministère du Travail et des Pensions (DWP).
En 2012, il expose certaines de ses réflexions sur la réforme de l'aide sociale dans une interview en disant: «Les personnes les plus pauvres devraient être prêtes à prendre les plus grands risques, elles ont le moins à perdre. Nous avons, grâce à notre système de protection sociale, créé un système qui les a rendus réticents à prendre des risques, nous devons donc renverser la situation et rendre le système prévisible afin que les gens prennent ces risques ".
Après que les conservateurs aient remporté les élections générales de mai 2015, Freud est promu ministre d'État au DWP, où il se voit confier un rôle accru dans la supervision de l'expansion du système de crédit universel.
Avec Martin Gilbert, Freud est fiduciaire du Portland Trust, une fondation à but non lucratif basée à Londres, créée pour promouvoir la coopération entre Israël et la Palestine à travers le développement économique. Entre 2005 et 2008, il en est le directeur général.
Freud est président de Volunteering Matters, une association de bienfaisance britannique fondée en 1962 .